# Marina di Capitana
Il Marina di Capitana è un porto turistico nella località di Capitana, a Quartu Sant'Elena. Nel 2025 ha riconfermato il titolo di Bandiera Blu per la decima volta di fila dal 2016.

## Storia
Il porto venne costruito negli anni 80' quando la località di Capitana divenne turistica e all'inaugurazione era chiamato "Porto Armando". Nel 2022 è stato proposto un ampliamento al porto che è stato però rifiutato per via dei possibili danni ambientali.. Nel 2023 ha invece ricevuto parere positivo per procedere con l'elaborazione dello studio di impatto ambientale e al piano di monitoraggio ambientale .

## Caratteristiche
Il porto è dotato di 480 posti per imbarcazioni fino a 27 metri e di un piccolo cantiere navale per lavori di carenaggio, rimessaggio invernale e motoristica. Inoltre sono presenti una piccola gru e alcune pompe di benzina.

## Galleria d'immagini

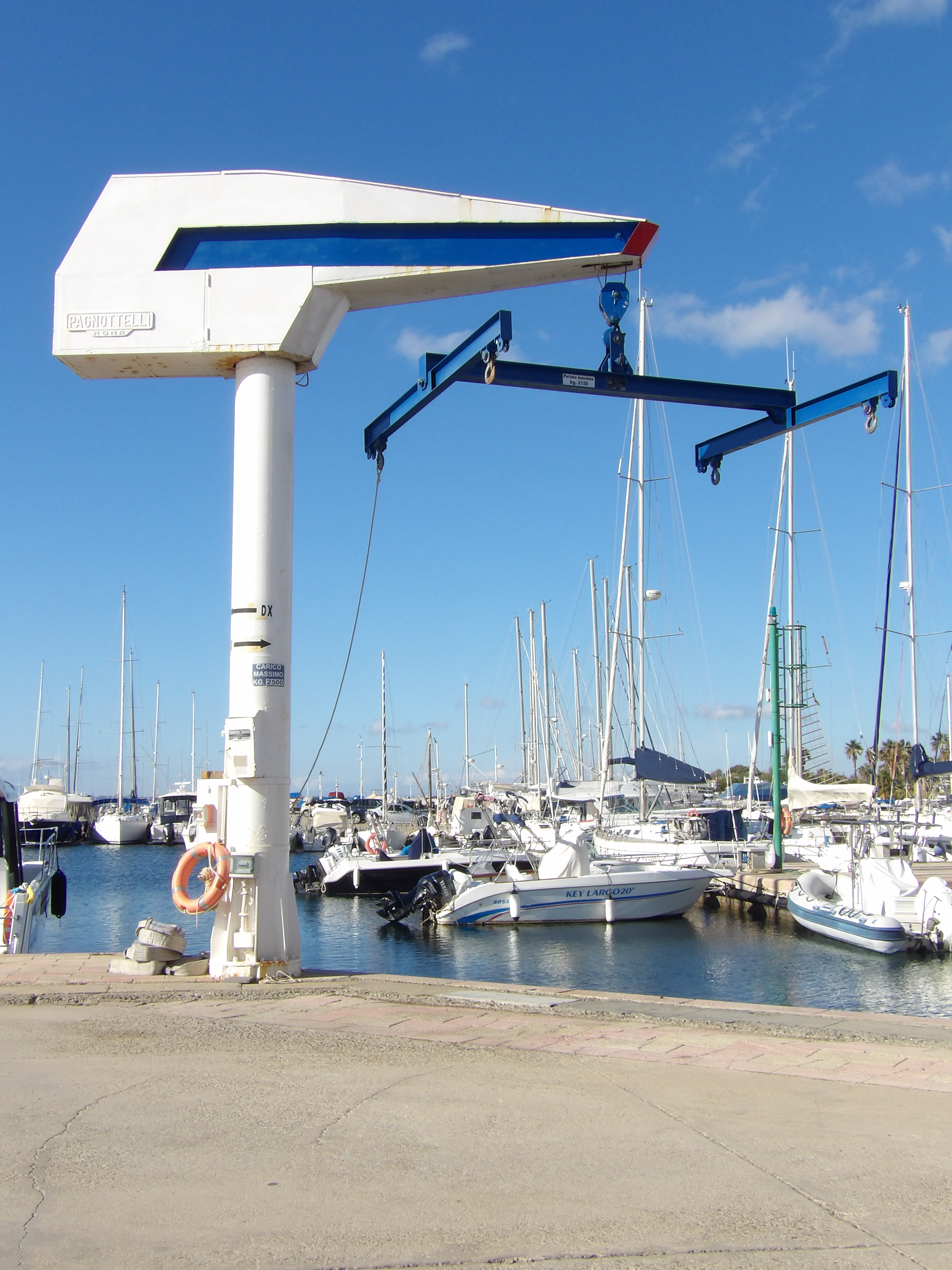
Gru
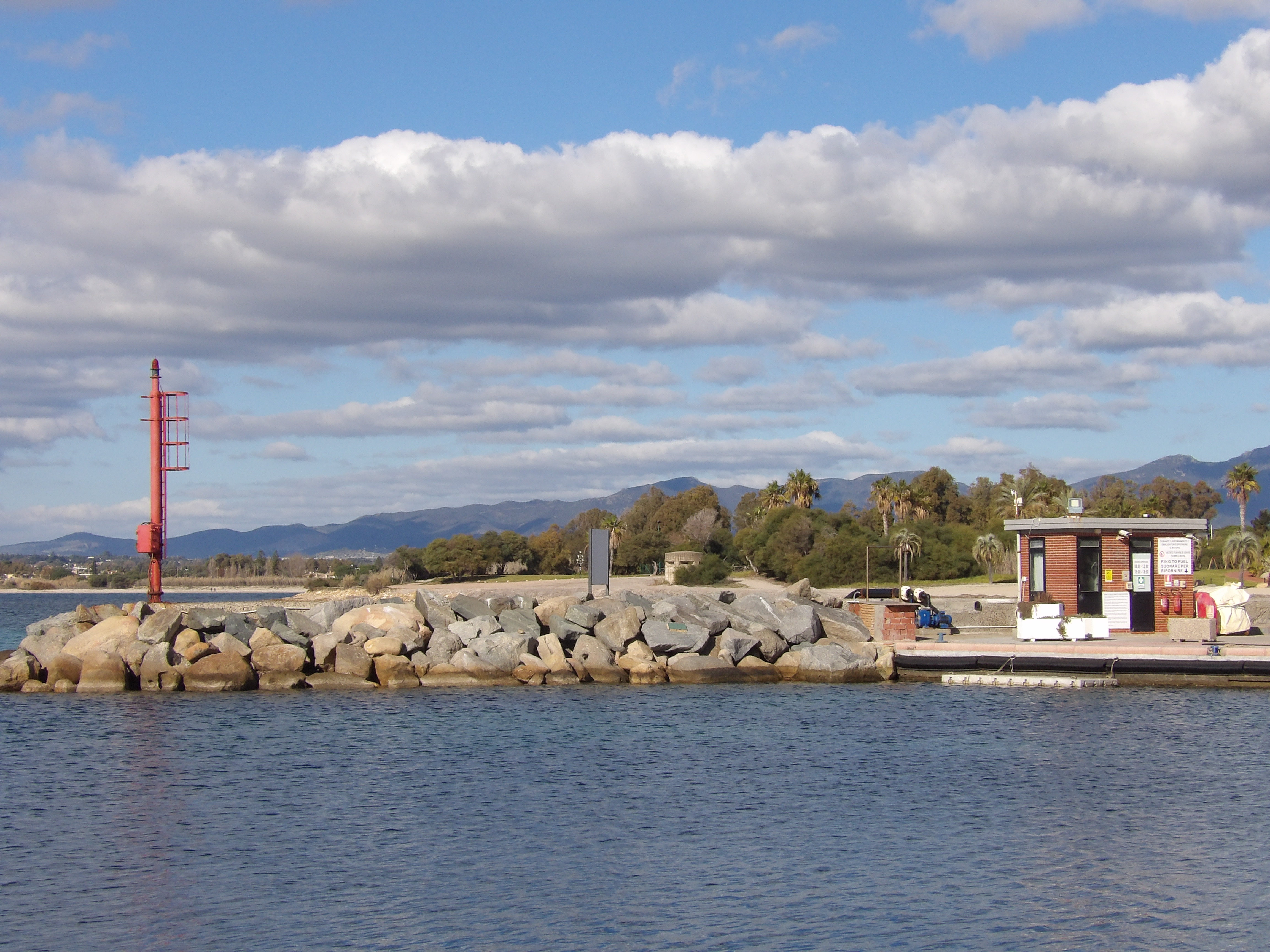
Braccio minore
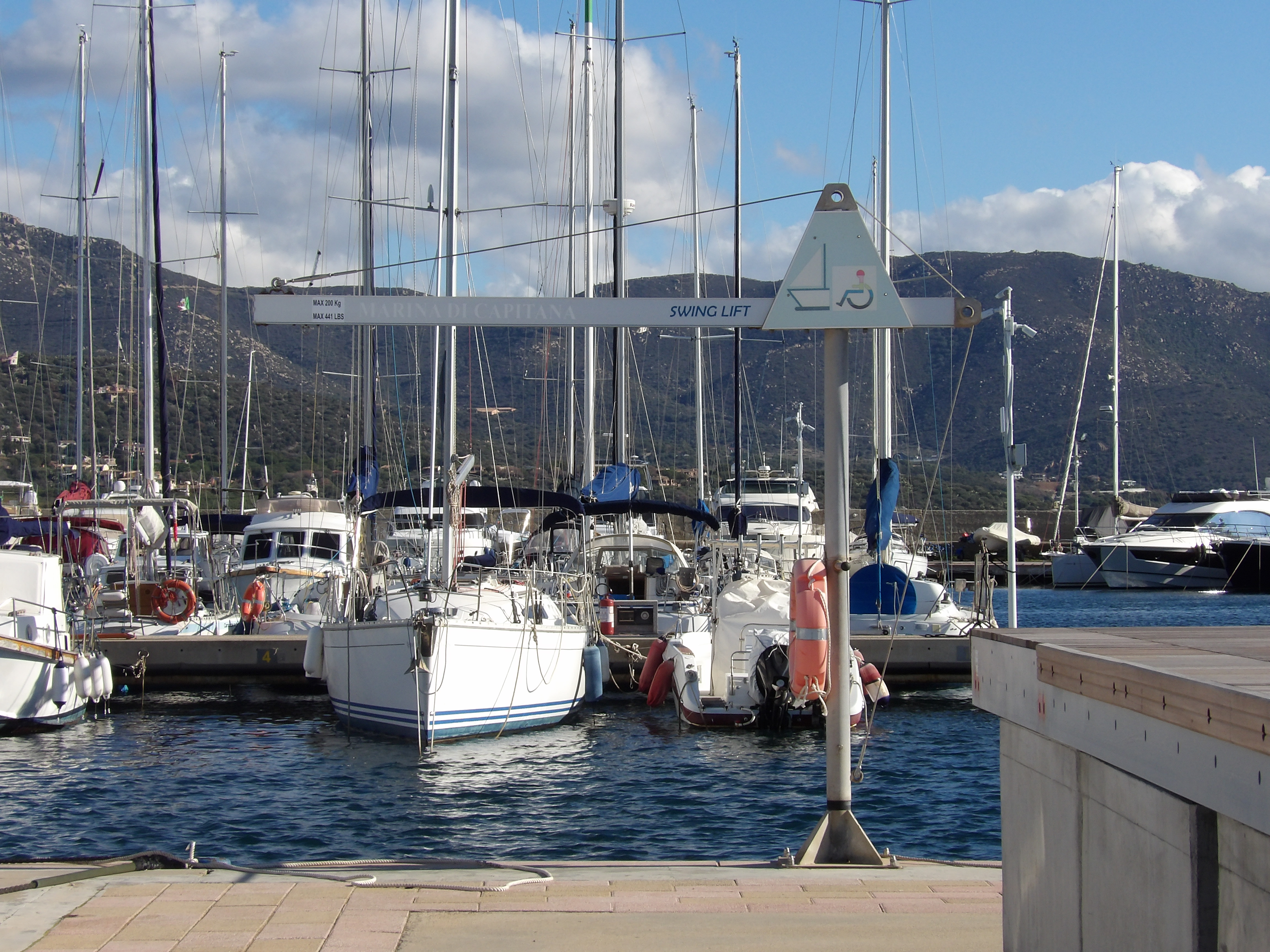
Swing lift
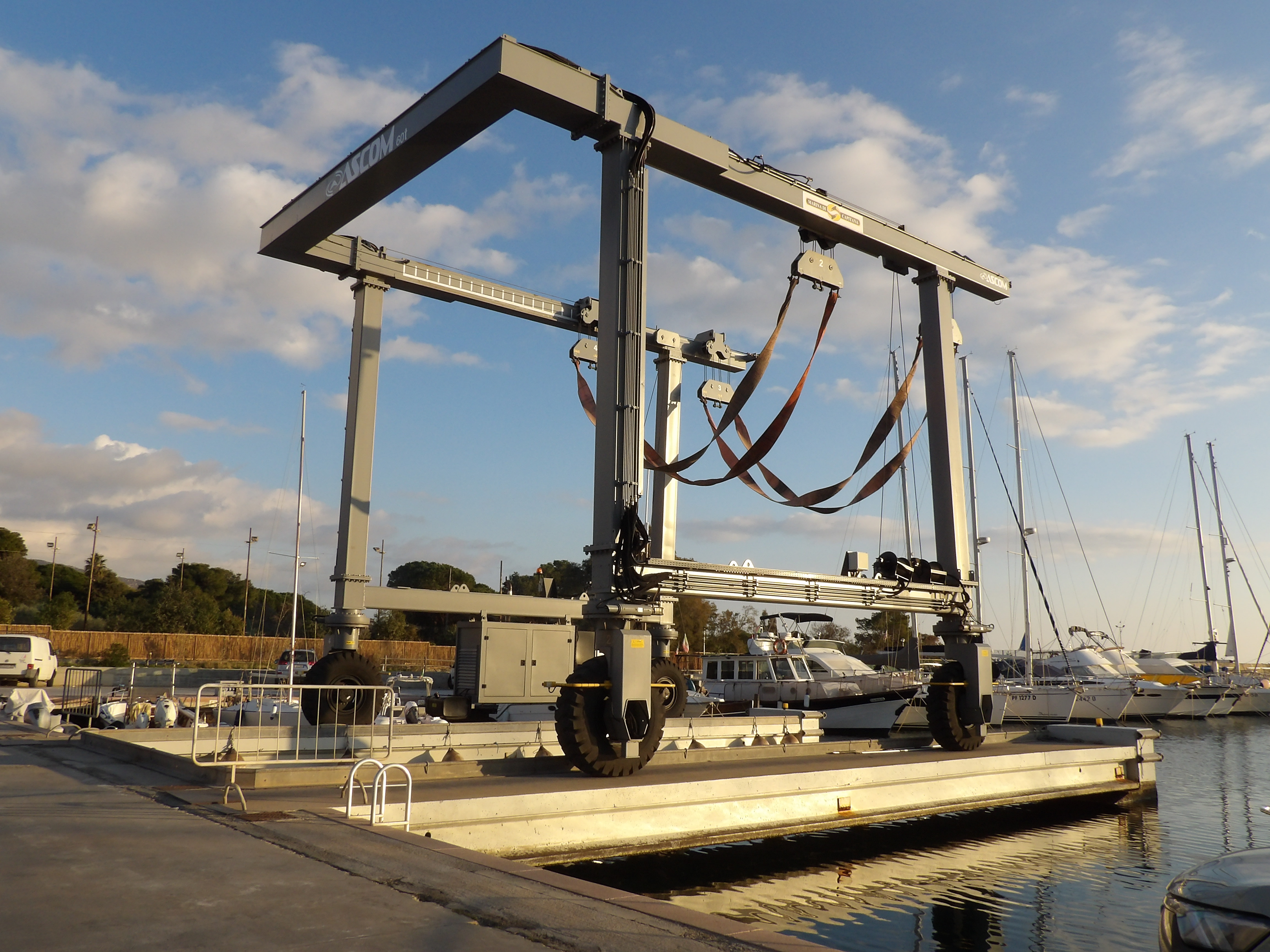
Travel lift
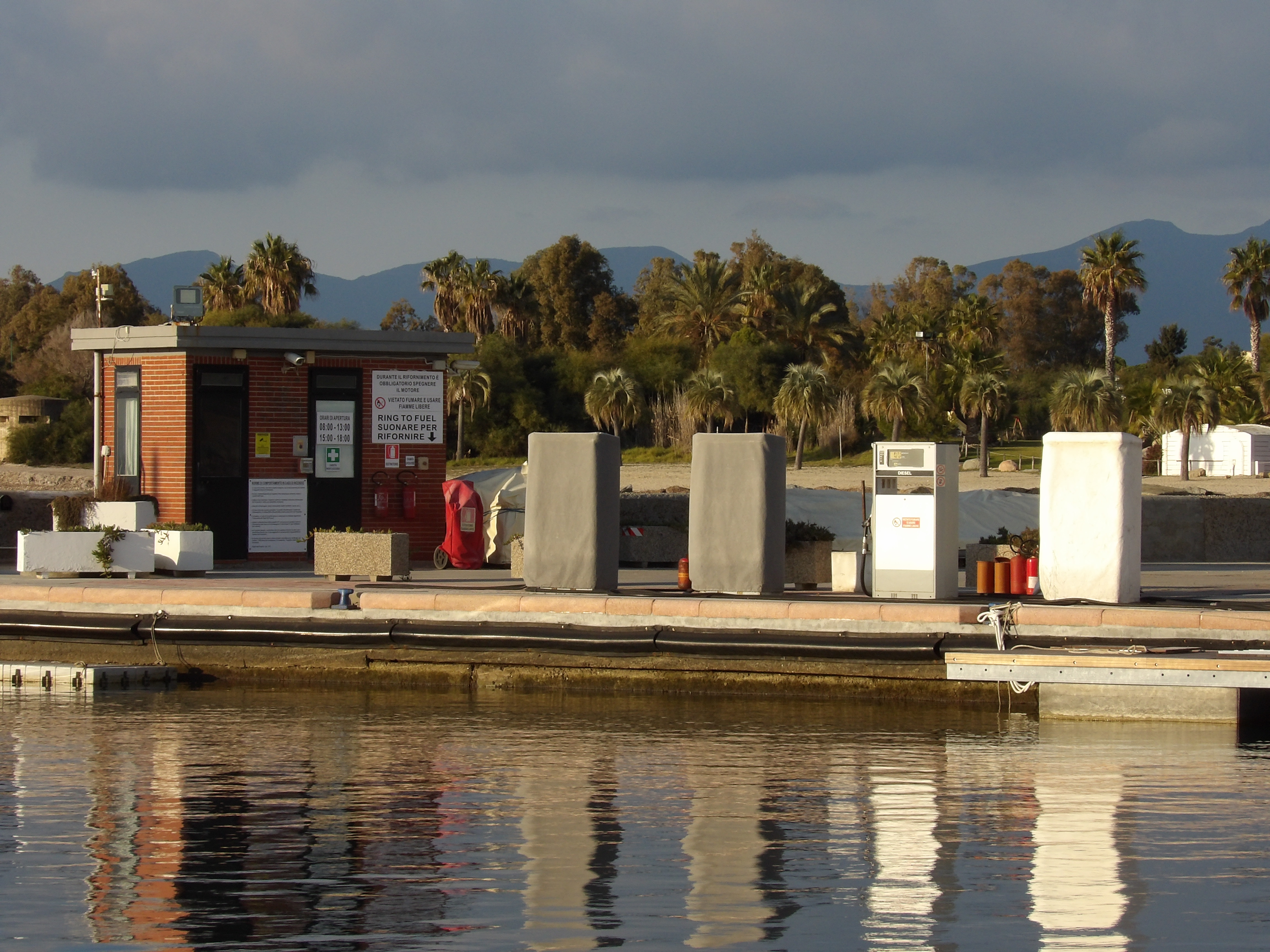
Pompe di benzina